# Christian Wilhelm von Faber du Faur

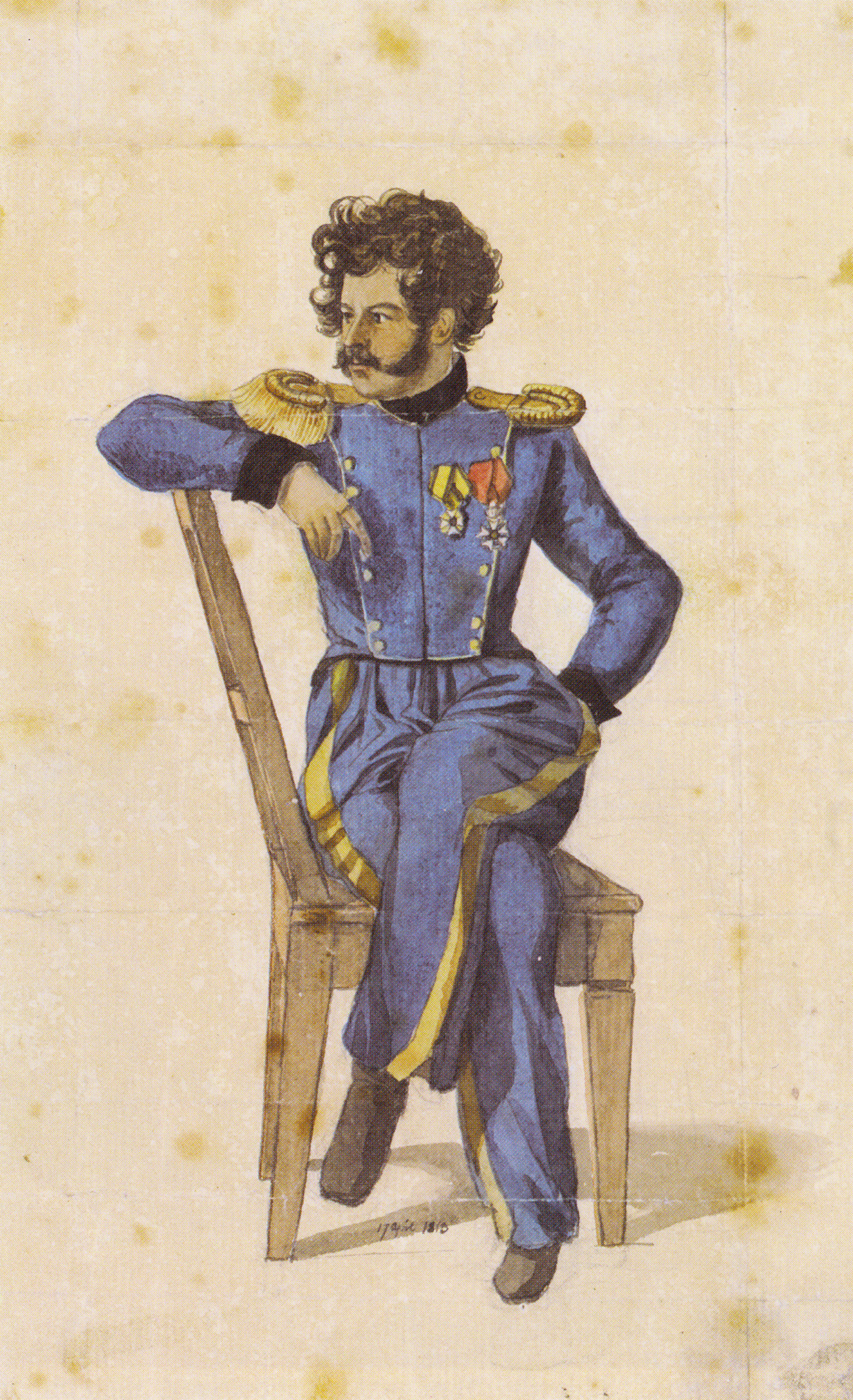
von Faber du Faur, Selbstporträt 1831

Christian Wilhelm von Faber du Faur (* 18. August 1780 in Stuttgart; † 6. Februar 1857 ebenda) war ein württembergischer Jurist, Generalmajor und Militärmaler.

## Leben
Der Sohn eines Obersten der württembergischen Kavallerie studierte Rechtswissenschaft und trat 1802 als Jurist in den Staatsdienst. Außerhalb des Berufes war er auch als Künstler tätig: neben Historien- und Landschaftsdarstellungen schuf er zahlreiche Karikaturen. 1809 trat er freiwillig in die württembergische Armee ein und wurde Unterleutnant in der leichten Infanterie. Im Hinblick auf Bildungsstand und Zeichentalent wurde er im folgenden Jahr zur Artillerie versetzt.

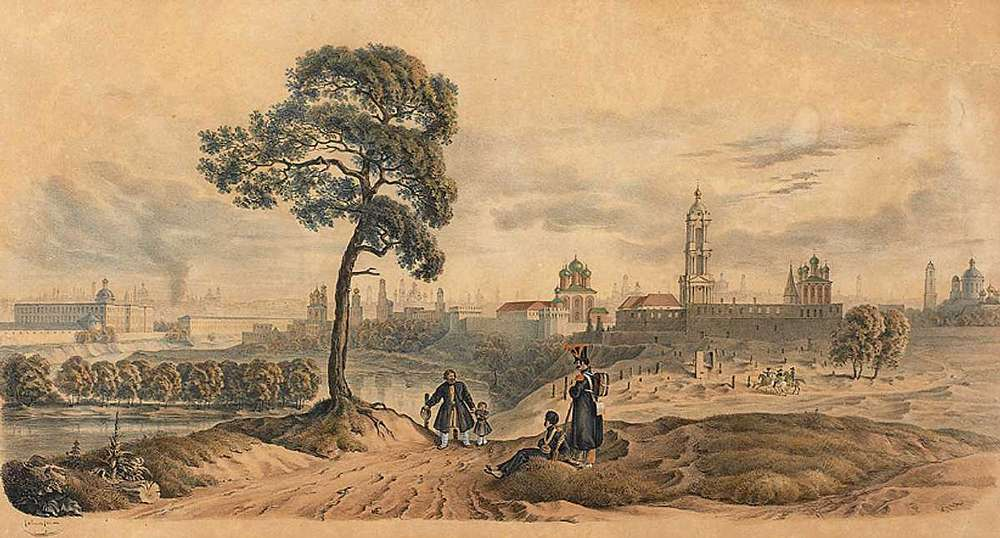
Moskau, 1812, aus: Blätter aus meinem Portefeuille

1812 nahm er am Russlandfeldzug unter Napoleon als Oberleutnant im französischen III. Armeekorps teil, dem ein Teil des Württemberger Rheinbundkontingents unterstellt war. Er fertigte dabei fast täglich Skizzen an, die er 1831 zusammen mit Major Kausler veröffentlichte. Das Werk Mit Napoleon in Russland enthält eine Vielzahl farbiger Zeichnungen, die den gesamten Feldzug und den Rückzug darstellen und damit den Charakter eines Augenzeugenberichtes erhalten. Das Bild In der Gegend von Smorgony, 3. Dezember 1812 wurde 2011 in der vielbeachteten Ausstellung Napoleon und Europa. Traum und Trauma in der Bundeskunsthalle in Bonn gezeigt.
Er wurde Mitglied der französischen Ehrenlegion und war einer der nur 1000 württembergischen Soldaten, die den Feldzug gesund überstanden.
1829 erfolgte die Beförderung zum Major, 1836 zum Oberstleutnant, 1840 zum Oberst und 1849 zum Generalmajor. Seit 1839 war er Militärbevollmächtigter Württembergs bei der Militärkommission des Deutschen Bundes in Frankfurt. 1844 wurde Christian Wilhelm von Faber du Faur mit dem Kommenturkreuz des Ordens der Württembergischen Krone ausgezeichnet, welches mit dem persönlichen Adelstitel verbunden war.

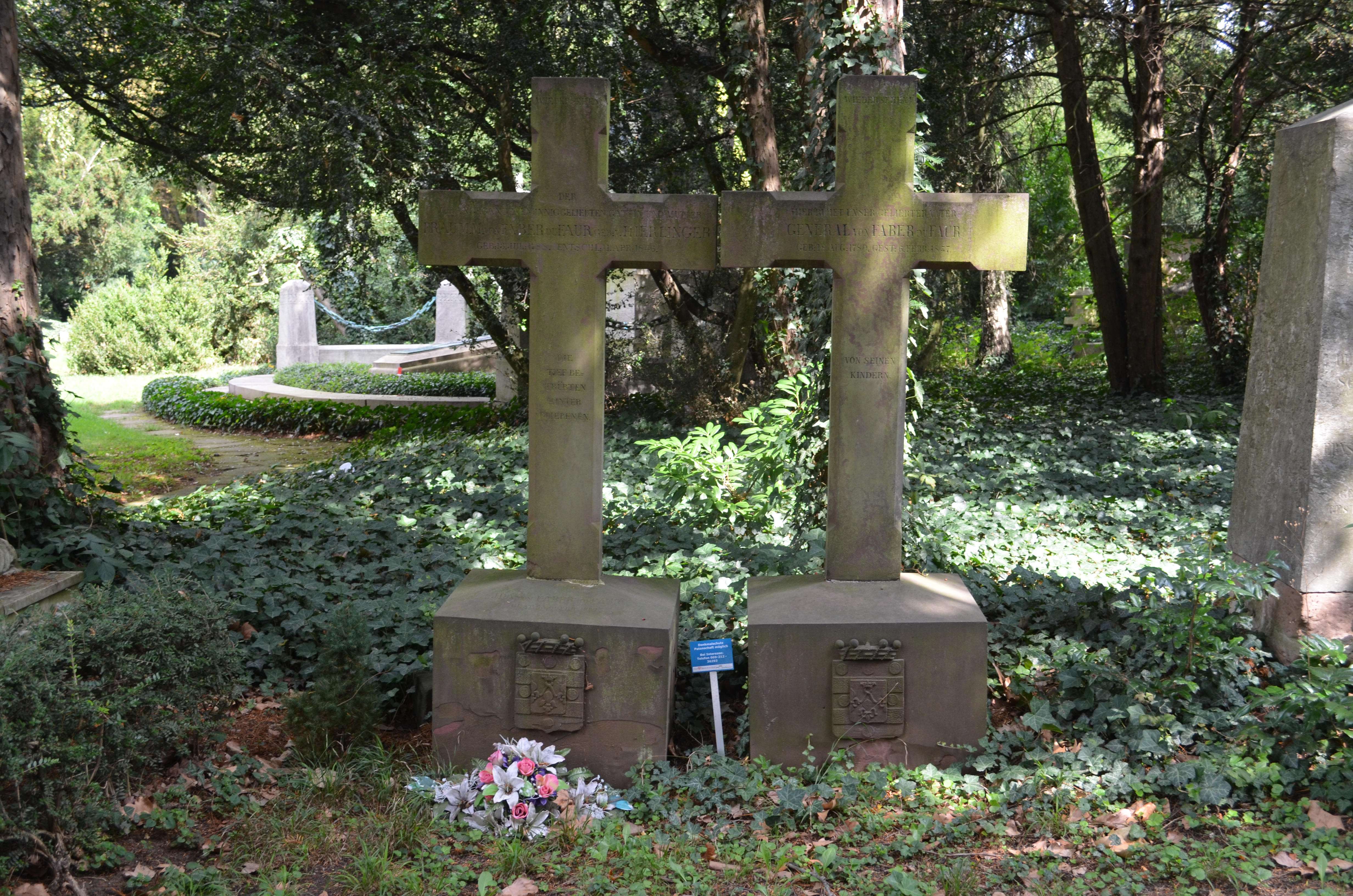
Grab von Christian Wilhelm von Faber du Faur

1851 trat er in Ruhestand. Seine Grabstätte befindet sich auf dem Frankfurter Hauptfriedhof.

## Familie
Faber du Faur heiratete am 28. Juni 1814 Magarethe von Hierlinger (1788–1846). Das Paar hatte mehrere Kinder, darunter:
- Ida (* 24. Oktober 1814; † November 1882)
- Wilhelm (* 29. September 1819; † 30. August 1885), württembergischer Generalleutnant ⚭ Freiin Adelheid von Valois (* 12. Juni 1818), Tochter des Generallmajors Ludwig von Valois (1786–1857)[5]
- Cäcilie (* 28. Mai 1821)
- Rosali (* 1. Mai 1823)
- Moritz (1825–1882), württembergischer Oberst ⚭ 1858 Georgine Wechßler (1839–1906)
- Otto (1828–1901),[6] württembergischer Major und Schlachtenmaler ⚭ 1855 Marie Benedikt (1834–1907)

## Werke
- Blaetter aus meinem Portefeuille im Laufe des Feldzugs 1812. In Russland, an Ort und Stelle gezeichnet. Autenrieth, Stuttgart 1843 (Digitalisat).
- Napoleons Feldzug in Russland 1812. Schmidt & Günther, Leipzig 1897.
- Mit Napoleon in Rußland 1812. Blätter aus meinem Portefeuille. Erläuternde Andeutungen zu diesem Werk von Friedrich von Kausler. Mit einer Einführung von Otto Borst. J. F. Steinkopf, Stuttgart/Hamburg 1987. Digitalisat Ausgabe von Lobauer